# Уровица
Уровица је насеље у Србији у општини Неготин у Борском округу. Према попису из 2022. у насељу је било 595 становника (према попису из 2011. било је 831 становника, према попису из 2002. било је 1191 становника а према попису из 1991. било је 2826 становника).

## Историја
Село је у северозападном делу Неготинске крајине чији атар заузима доњи ток Вратњанске реке са сливовима Уровице и Буљевице, саставица Уровичке реке, које извиру у Великом Гребену и Мирочу.
На Лангеровој карти на месту садашњег села забележено је насеље Ballowiz (данашњи крај Буљевица), а у близини су Storewiz и Breberowaz, који се више нигде не помињу, нити су та имена позната у овом крају. На карти „Темишварски Банат“ записано је насеље Orovitz а 1736. године Хspовица је имала 35 кућа. Године 1784. забележено је село Urovicza а из истог времена Uranitza. Године 1807. помиње се се „кнез Мања Хуговица“ и 1811. године село Уровица а после присаједињења ових крајева Србији записана је Ровица. Село је 1846. године имало 250 кућа; 1866. 308 кућа, а 1924. године 581 кућу.
Село је састављено од три јасно издељене мале: Србија, Уровица и Буљевица. Србија је некада била насељена српским становништвом, које се касније повлашило или одселило, Уровица је насељена Унгурјанима, а Буљевица већимом становништвом пореклом из Влашке низије.
Уровица или Хухуровица је насеље збијеног типа. Име је добило по бројним урвинама које се овде налазе. Село има два селишта. По предању село је било груписано око сва насеља, једног насељеног Србима, а другог Унгурјанима. По жељи неког спахије Срби су напустили своје раније место и населили данашњи крај Србију, а Унгурјани су се померили и населили Уровицу и Буљевицу. Сматра се да су најстарији становници Уровице били Срби са Косова и касније досељени Унгурјани.

## Демографија
Према последњем попису из 2022. године у Уровици је живело 595 становника што је за 236 мање у односу на 2011. када је на попису било 831 становника. У насељу живи 531 пунолетних становника, а просечна старост становништва износи 56,47 година (53,50 код мушкараца и 59,32 код жена).
Према подацима пописа из 2022. у насељу има 277 домаћинства, а просечан број чланова по домаћинству је 2,15 а према истом попису у насељу има 784 стамбених јединица од којих је 328 насељених.
Ово насеље је углавном насељено Србима (према попису из 2002. године), а у последња три пописа, примећен је пад у броју становника.
|  |

| Демографија | Демографија | Демографија |
| Година      | Становника  | Становника  |
| ----------- | ----------- | ----------- |
| 1948.       | 3.554       |             |
| 1953.       | 3.429       |             |
| 1961.       | 3.604       |             |
| 1971.       | 3.471       |             |
| 1981.       | 3.146       |             |
| 1991.       | 2.826       | 1.684       |
| 2002.       | 1.191       | 2.629       |
| 2011.       | 831         |             |
| 2022.       | 595         |             |

| Етнички састав према попису из 2002.‍ | Етнички састав према попису из 2002.‍ | Етнички састав према попису из 2002.‍ | Етнички састав према попису из 2002.‍ | Етнички састав према попису из 2002.‍ |
| ------------------------------------ | ------------------------------------ | ------------------------------------ | ------------------------------------ | ------------------------------------ |
|                                      |                                      |                                      |                                      |                                      |
| Срби                                 | Срби                                 |                                      | 785                                  | 65,91%                               |
| Власи                                | Власи                                |                                      | 384                                  | 32,24%                               |
| Румуни                               | Румуни                               |                                      | 14                                   | 1,17%                                |
| Роми                                 | Роми                                 |                                      | 2                                    | 0,16%                                |
| Руси                                 | Руси                                 |                                      | 1                                    | 0,08%                                |
| непознато                            | непознато                            |                                      | 2                                    | 0,16%                                |

| Година пописа     | 1948. | 1953. | 1961. | 1971. | 1981. | 1991. | 2002. |
| ----------------- | ----- | ----- | ----- | ----- | ----- | ----- | ----- |
| Број домаћинстава | 773   | 741   | 826   | 826   | 739   | 666   | 491   |

| Број чланова      | 1   | 2   | 3  | 4  | 5  | 6  | 7  | 8 | 9 | 10 и више | Просек |
| ----------------- | --- | --- | -- | -- | -- | -- | -- | - | - | --------- | ------ |
| Број домаћинстава | 165 | 179 | 54 | 26 | 25 | 23 | 14 | 4 | 1 | 0         | 2,43   |

| Пол    | Укупно | Неожењен/Неудата | Ожењен/Удата | Удовац/Удовица | Разведен/Разведена | Непознато |
| ------ | ------ | ---------------- | ------------ | -------------- | ------------------ | --------- |
| Мушки  | 511    | 98               | 330          | 53             | 29                 | 1         |
| Женски | 552    | 40               | 330          | 158            | 24                 | 0         |
| УКУПНО | 1.063  | 138              | 660          | 211            | 53                 | 1         |

| Пол    | Укупно                    | Пољопривреда, лов и шумарство | Рибарство                            | Вађење руде и камена | Прерађивачка индустрија       |
| ------ | ------------------------- | ----------------------------- | ------------------------------------ | -------------------- | ----------------------------- |
| Мушки  | 235                       | 190                           | 0                                    | 0                    | 3                             |
| Женски | 112                       | 97                            | 0                                    | 0                    | 2                             |
| УКУПНО | 347                       | 287                           | 0                                    | 0                    | 5                             |
| Пол    | Производња и снабдевање   | Грађевинарство                | Трговина                             | Хотели и ресторани   | Саобраћај, складиштење и везе |
| Мушки  | 1                         | 10                            | 8                                    | 3                    | 5                             |
| Женски | 0                         | 0                             | 3                                    | 1                    | 0                             |
| УКУПНО | 1                         | 10                            | 11                                   | 4                    | 5                             |
| Пол    | Финансијско посредовање   | Некретнине                    | Државна управа и одбрана             | Образовање           | Здравствени и социјални рад   |
| Мушки  | 0                         | 0                             | 2                                    | 2                    | 3                             |
| Женски | 0                         | 1                             | 0                                    | 2                    | 2                             |
| УКУПНО | 0                         | 1                             | 2                                    | 4                    | 5                             |
| Пол    | Остале услужне активности | Приватна домаћинства          | Екстериторијалне организације и тела | Непознато            | Непознато                     |
| Мушки  | 0                         | 0                             | 0                                    | 8                    | 8                             |
| Женски | 0                         | 0                             | 0                                    | 4                    | 4                             |
| УКУПНО | 0                         | 0                             | 0                                    | 12                   | 12                            |